# Ujung Pasir (Kluet Selatan)
Ujung Pasir is een bestuurslaag in het regentschap Aceh Selatan van de provincie Atjeh, Indonesië. Ujung Pasir telt 259 inwoners (volkstelling 2010).